# Elftraud von Kalckreuth

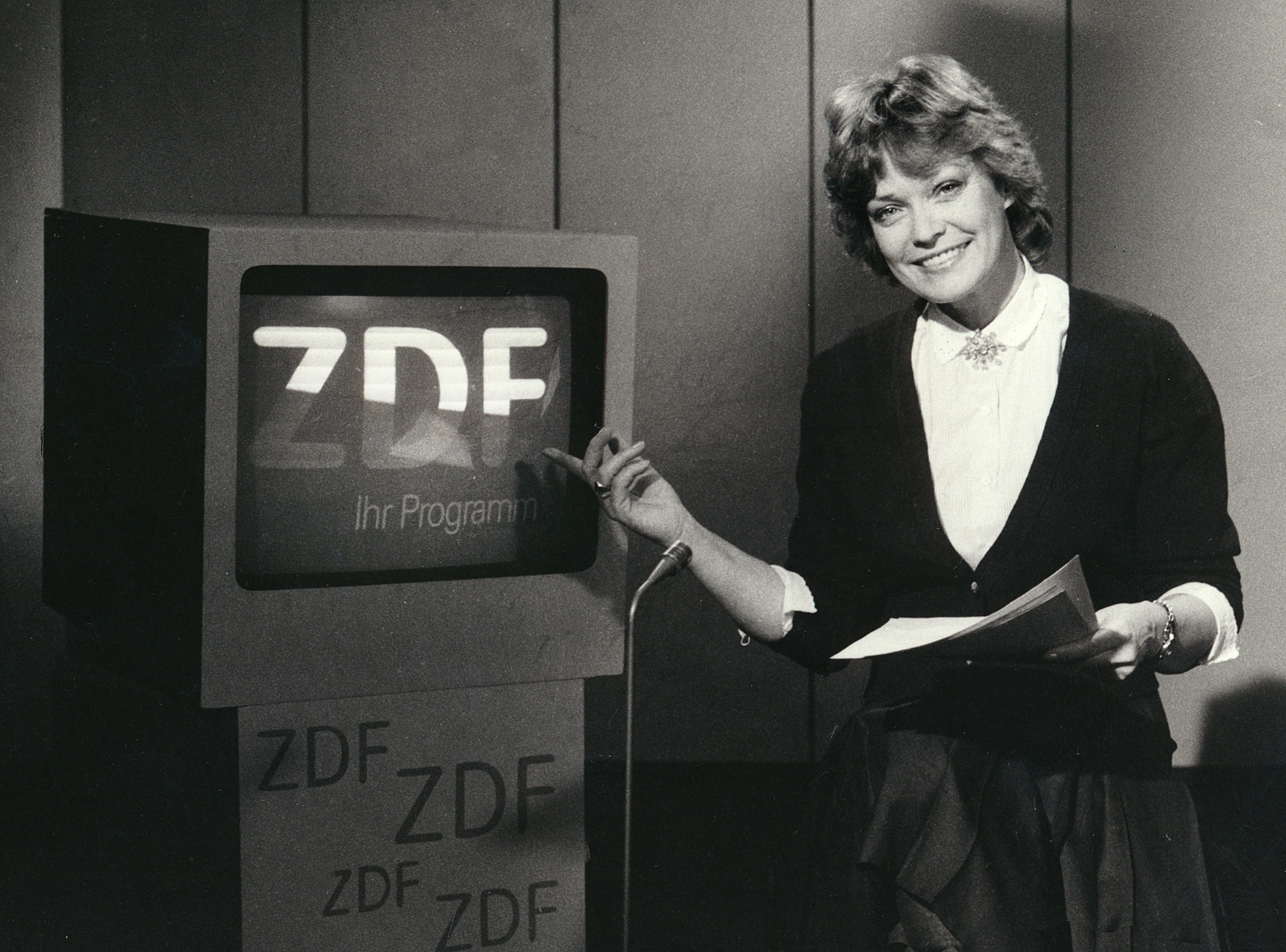
„Elfi“ von Kalckreuth (1984)

Elftraud „Elfi“ Marie Elisabeth Wilhelmina Ulrike von Kalckreuth (* 22. Mai 1937 in Breslau, Provinz Niederschlesien) ist eine deutsche Autorin sowie ehemalige Fernsehansagerin, Schauspielerin (unter dem Künstlernamen Eva Anthes) und Redakteurin. Seit 1992 arbeitet sie ehrenamtlich für die Hospizbewegung und seit 1998 als Therapeutin für Logotherapie und Existenzanalyse.

## Leben
Von Kalckreuth ist die Tochter eines Fregattenkapitäns und Diplom-Landwirts und entstammt dem niederschlesischen Uradel. Nach der Vertreibung aus Schlesien wuchs sie in Laupheim bei Biberach in Württemberg auf.
Nach dem Abitur studierte sie sechs Semester Philosophie, Germanistik und Kunstgeschichte an den Universitäten in Tübingen und München. In München arbeitete sie als Funk- und Synchronsprecherin, Regieassistentin und Schauspielerin. In den Jahren 1959/60 wirkte sie unter dem Künstlernamen Eva Anthes in vier Spielfilmen mit, darunter an der Seite von Joachim Fuchsberger in der Edgar-Wallace-Verfilmung Der Frosch mit der Maske. Unzufrieden mit der Schauspielbranche, die ihr als leichtfüßig und unseriös erschien und auf die sie sich allein aus finanziellen Gründen eingelassen hatte, kündigte von Kalckreuth nach zwei Jahren vorzeitig ihren Schauspielvertrag mit der Produktionsfirma und nahm dafür eine Konventionalstrafe in Kauf. Da sie sich für helfende Berufe interessierte, ging sie nach England, um sich als Krankenschwester ausbilden zu lassen. Vor dem Abschluss der Ausbildung kehrte sie aus privaten Gründen nach Deutschland zurück.
1957 hatte von Kalckreuth bereits ein halbes Jahr beim Bayerischen Rundfunk Erfahrungen als Ansagerin gesammelt; nach der Rückkehr aus England griff sie auf diese Erfahrungen zurück und begann im April 1965 beim ZDF in freier Mitarbeiterschaft als Fernsehansagerin zu arbeiten. Daneben war sie Redaktionsassistentin in der Redaktion „Dokumentation Inland“. Dem breiten Publikum war von Kalckreuth auch als Moderatorin von Musiksendungen bekannt, so von 1974 bis 1979 im frühsonntäglichen ZDF-Sonntagskonzert und von 1976 bis 1980 in dem Musikquiz Spaß mit Musik. Mit diesem war sie der erste weibliche Fernseh-Quizmaster in der Bundesrepublik Deutschland. Am 1. April 1982 wurde sie feste Mitarbeiterin des ZDF mit erweitertem Aufgabenfeld, so auch als Leiterin vom Dienst (Sendeleitung) und Redakteurin. 1983 trat sie noch einmal als Schauspielerin in Erscheinung, in dem preisgekrönten ZDF-Fernsehfilm Die große Kapitulation von Wolfgang F. Henschel. In ihren letzten Jahren beim ZDF war sie – nach dem Ende ihrer Ansagerinnenlaufbahn – noch bis 1993 in der Redaktion „Schauspiel“ tätig. Parallel dazu griff sie ihre Ausbildung im pflegerischen Bereich wieder auf, sodass sie, als sie im Alter von 56 Jahren aus dem ZDF ausschied, eine neue Beschäftigung übernahm, die ihren früh entdeckten Neigungen besonders entsprach.
Noch beim ZDF angestellt, hatte von Kalckreuth in ihrer Freizeit in den USA eine Ausbildung in Gestalttherapie absolviert. 1998 ließ sie sich in Tübingen und Wien in Existenzanalyse und Logotherapie ausbilden. Seit 1992 arbeitet sie ehrenamtlich für die Hospizbewegung und seit 1998 als Therapeutin für Existenzanalyse und Logotherapie. In diesen Bereichen gibt sie auch Workshops und Seminare.
Ihre Erfahrungen in der Hospizbewegung fasste von Kalckreuth in dem Buch Auf dem Weg mit Sterbenden zusammen. In weiteren Büchern, darunter Angst als Freund und Engel für Andere, gibt sie Anregungen, sich mit schwierigen Lebenssituationen positiv auseinanderzusetzen. Darüber hinaus veröffentlichte die gläubige Katholikin mehrere Bücher zum christlichen Leben und Meditations-CDs. Von Juni 2015 an verfasste sie den Blog Schreckgespenst Alzheimer, in dem sie sich auf heitere Weise mit ihren Ängsten vor der Alzheimer-Krankheit auseinandersetzte.
Der Westdeutsche Rundfunk erinnerte im Jahr 2017 anlässlich ihres 80. Geburtstags in einem halbstündigen Hörfunk-Feature der Reihe Erlebte Geschichten an Elfi von Kalkreuth.

## Werke

### Bücher
- Auf dem Weg mit Sterbenden. Alles hat seine Zeit. Matthias-Grünewald-Verlag, Mainz 2001, ISBN 3-7867-2298-6.
- Engel für andere: Auf Rafaels Spuren. Matthias-Grünewald-Verlag, Mainz 2002, ISBN 978-3-7867-2393-6 (auch als Hörbuch).
- Neu Oasen: Gedanken-Bilder. Matthias-Grünewald-Verlag, Mainz 2003, ISBN 978-3-7867-2393-6.
- Angst als Freund: Alltäglichen Ängsten mit Vertrauen begegnen. Matthias-Grünewald-Verlag, Mainz 2004, ISBN 3-7867-2500-4 (Neuauflage Anfang 2016 im Verlag Gegenüber, Mainz).
- Vom Staunen und Wundern: Fundstücke und Geschichten. Matthias-Grünewald-Verlag, Mainz 2005, ISBN 978-3-7867-2542-8.
- Liebe ist die Antwort. Gespräche mit der Mystikerin Julian von Norwich. Matthias-Grünewald-Verlag, Ostfildern 2007, ISBN 978-3-7867-2644-9.
- Ein Stundenbuch vom Himmelreich. Mainz 2009.
- Reni und ihr seltsamer Freund mit seinen Geschichten vom Jenseits. Mainz 2012.
- 24 Tage mit einem Engel. Steinbrenner Verlag, 2012. Mit Illustrationen von Theo Steinbrenner.
- Briefe zur Weihnachtszeit an Henriette. Mainz 2012.
- Der Weg der 24 Steine. Mainz 2014.

### Hörbücher und CDs
- Der selbstsüchtige Riese. Hospiz, Wattenscheid 1998
- Der glückliche Prinz. Schott, Mainz 1999
- Engel für Andere. Hörbuch. Grünewald, Mainz 2003
- Neu Oasen – Gedankenbilder und Musik. Grünewald, Mainz 2004
- Neun Verwandlungen. Meditationen in Wort und Musik. Grünewald, Mainz 2005
- Ich bin dabei gewesen: Ein kleiner Engel erzählt die Weihnachtsgeschichte. Mainz (Benefiz-CD für Hospiz-Mainspitze e. V.), zu erwerben über Hospiz-Mainspitze e. V.

### Filme
- 1959: Mikosch im Geheimdienst
- 1959: Der Frosch mit der Maske
- 1959: Kein Mann zum Heiraten
- 1960: Endstation Rote Laterne
- 1971: Olympia-Olympia (TV)
- 1983: Die große Kapitulation (TV)

## Auszeichnungen
- 1975: Bronzener Bravo Otto (Sparte TV-Moderatorin)
- 23. Mai 1987: Bundesverdienstkreuz am Bande[8] (Einsatz für Projekte in der Dritten Welt)